# Zajsan
Zajsan (kaz. i ros.: Зайсан) – miasto we wschodnim Kazachstanie, w obwodzie wschodniokazachstańskim, siedziba administracyjna rejonu Zajsan. W 2009 roku liczyło ok. 14,5 tys. mieszkańców. W mieście działa muzeum krajoznawcze.
Miejscowość otrzymała prawa miejskie w 1941 roku.